# Gynacantha rosenbergi
Gynacantha rosenbergi är en trollsländeart som beskrevs av Brauer 1867. Gynacantha rosenbergi ingår i släktet Gynacantha och familjen mosaiktrollsländor. Inga underarter finns listade i Catalogue of Life.

## Bildgalleri

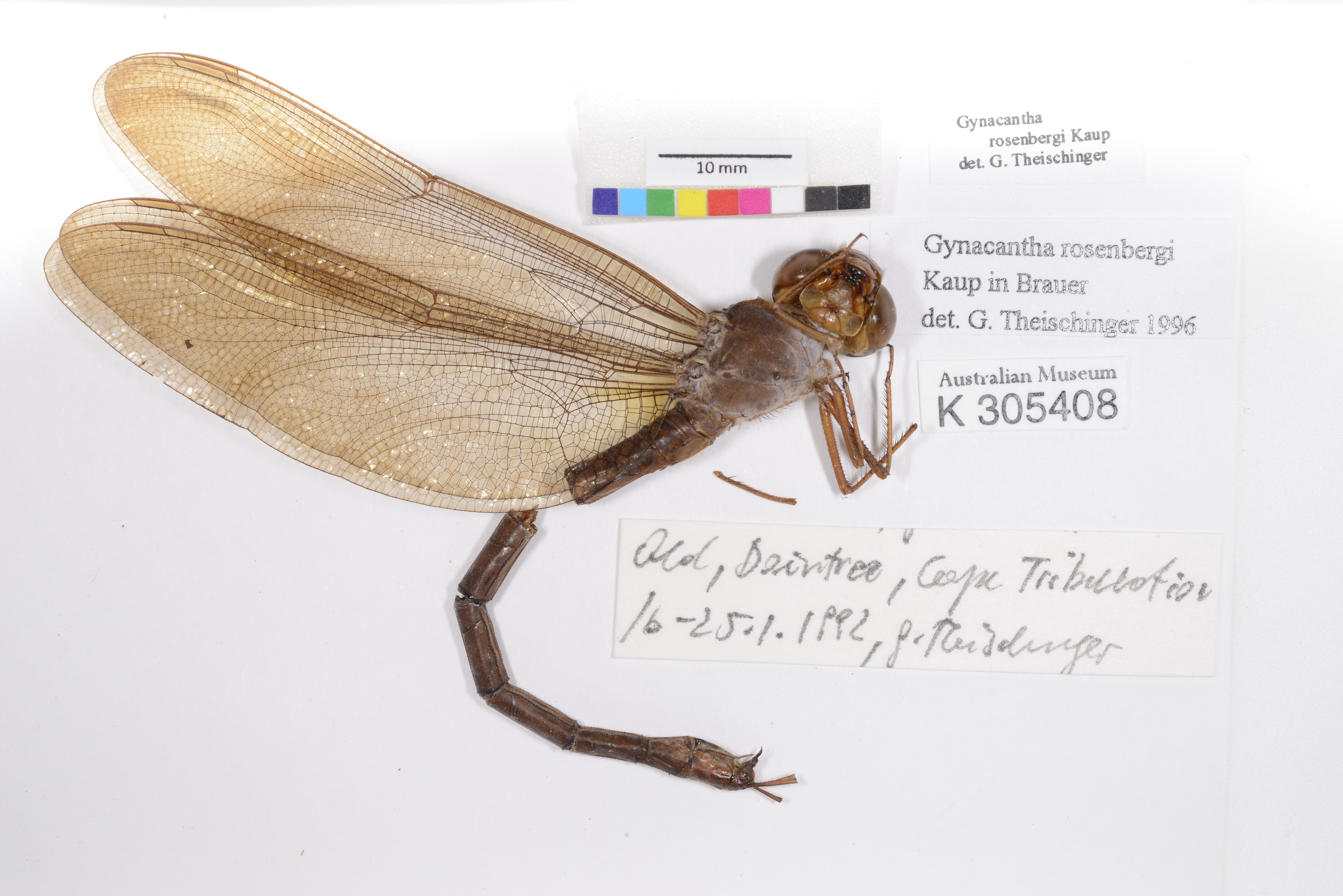